# Motala Verkstads Värdshus
Motala Verkstads Värdshus är en byggnad som uppfördes till personalbostäder av Motala Verkstad 1828. Byggnaden ligger på "Verkstadsön" i anslutning till Motala Verkstad och Göta kanal. Den byggdes för att yngre ensamstående tjänstemän och elever skulle få kost och logi innan de skaffade eget hushåll. Tjänstemännen intog sina måltider på övervåningen och eleverna på undervåningen. Värdshuset betjänade även företagets sjukstuga med måltider.
Den användes sedermera av företaget som representationsvåning och på 1940-talet grundade en kamrer, Axel Berggren, en krog i källaren. Värdshuset förblev i företagets ägo innan den såldes till en ren restaurang- och hotellverksamhet år 2000. Den verksamhet tog namnet Berggrens källare och vid senare ägarbyten blev den Motala Värdshus.